# Saurita cryptoleuca
Saurita cryptoleuca är en fjärilsart som beskrevs av George Francis Hampson 1903. Saurita cryptoleuca ingår i släktet Saurita och familjen björnspinnare. Inga underarter finns listade.